# Тульская областная дума
Ту́льская областна́я ду́ма — законодательный (представительный) однопалатный орган государственной власти Тульской области, является постоянно действующим высшим и единственным органом законодательной власти области.

## История
Конституция 1993 года установила новые принципы организации государственной власти в субъектах Российской Федерации. В соответствии с ними было осуществлено реформирование представительной власти в Тульской области.
В ноябре 1993 года глава администрации области принял постановление «О проведении выборов депутатов Тульской областной Думы». Впервые в истории на областной орган народного представительства была возложена законотворческая функция, задачей Думы стало создание областных законов, определяющих организацию государственной власти и местного самоуправления, экономической и социальной сфер жизнедеятельности населения области.
Тульская областная Дума стала одним из первых в государстве региональных органов законодательной власти. В декабре 1993 года состоялись выборы в 29 избирательных округах, образованных по принципу «один округ — один район Тулы или области». По итогам голосования были избраны 27 депутатов. Значительную часть депутатского корпуса составили работники органов управления, руководители предприятий и учреждений.
В январе 1994 года депутаты приняли Декларацию «О принципах деятельности Тульской областной Думы по реализации Конституции РФ». В этом документе была определена главная задача депутатов — принятие правовых актов, которые способствовали бы созданию условий, обеспечивающих достойную жизнь и свободное развитие человека.
Главным достижением депутатов явилось принятие Устава (Основного Закона) Тульской области. Этот документ определил государственное устройство области, экономическую и финансовую основы её развития. Положения Устава подробно регламентировали деятельность представительного и исполнительного органов областной власти. Устав гарантировал права и свободы граждан, проживающих на территории области.
Принятые Думой законы создали правовую базу, необходимую для нормального функционирования властных структур. Закон «Об органах государственной власти Тульской области» установил механизм деятельности органов управления и взаимодействия между ними. Приняты правовые акты, регулирующие деятельность областного законодательного органа: Законы «О статусе депутата Тульской областной Думы» и «О законах области».
Дума начала формирование финансово-экономического законодательства нашего региона. Закон «О бюджетном процессе в Тульской области» урегулировал многие вопросы, связанные с работой над главным финансовым законом области. Закон «О территориальном дорожном фонде» определил назначение и источники формирования фонда, порядок распределения средств.
Важным направлением законотворческой работы Думы явилось решение социальных вопросов. Приняты Законы «О правовом регулировании деятельности системы образования», «О библиотечном деле», которые установили социальные гарантии для работников образовательных учреждений и библиотек. Специальным законом Дума установила дополнительные льготы реабилитированным и признанным пострадавшими от политических репрессий жителям области.
В 1995 году областная Дума в соответствие с Указом Президента РФ приняла решение о проведении следующих думских выборов в 1997 году. Не согласившись с этим решением, ряд депутатов написали заявления о сложении полномочий. В течение трех месяцев из-за отсутствия кворума заседания не проводились. Вследствие этого не были приняты законы, позволяющие провести выборы депутатов областной Думы, губернатора и органов местного самоуправления.
Для выхода из этой ситуации потребовалось вмешательство федеральной власти. В апреле 1996 года Президент РФ подписал Указ «О мерах по обеспечению конституционных прав граждан на участие в выборах законодательного (представительного) органа государственной власти Тульской области». Согласно этому Указу глава администрации области утвердил Временное положение «О выборах депутатов Тульской областной Думы 2-го созыва» и назначил дату проведения выборов.

## Созывы
| Созыв | Выборы                  | Срок                                      | Избирателей | Мандатов | Избирательная система          | Председатель                                                                                           | Представитель в Совете Федерации от ЗС СО                   |
| ----- | ----------------------- | ----------------------------------------- | ----------- | -------- | ------------------------------ | --- | ----------------------------------------------------------- |
| 01    | выборы 12 декабря 1993  | изначально 2 года, но продлён 1993 — 1996 | —           | 27       | мажоритарная                   | Виктор Деревянко 29 декабря 1993 — 15 октября 1996                                                     |                                                             |
| 02    | выборы 29 сентября 1996 | 4 года 1996 — 2000                        | —           | 48       | мажоритарная                   | Игорь Иванов 17 октября 1996 — 1 октября 2000                                                          |                                                             |
| 03    | выборы 1 октября 2000   | 4 года 2000 — 2004                        | 1 376 893   | 48       | мажоритарная                   | Олег Лукичев (ЕР) 16 октября 2000 — 3 октября 2004                                                     | Олег Татаринов: 21 декабря 2000 — 3 октября 2004 (досрочно) |
| 04    | выборы 3 октября 2004   | 5 лет 2004 — 2009                         | 1 326 952   | 48       | смешанная (24 проп. + 24 маж.) | Олег Татаринов (ЕР) 5 ноября 2004 — октябрь 2019                                                       | Виктор Соколовский (ЕР): 5 ноября 2004 — 16 декабря 2009    |
| 05    | выборы 11 октября 2009  | 5 лет 2009-2014                           | 1 271 058   | 48       | пропорциональная               | Игорь Панченко (ЕР) 30 октября 2009 — сентябрь 2014                                                    | Егор Атанов (ЕР): 16 декабря 2009 — сентябрь 2014           |
| 06    | выборы 14 сентября 2014 | 5 лет 2014 — 2019                         | 1 230 139   | 38       | смешанная (19 проп. + 19 маж.) | Сергей Харитонов (ЕР): 30 сентября 2014 — сентябрь 2019                                                | Игорь Панченко (ЕР): 30 сентября 2014 — сентябрь 2019       |
| 07    | выборы 8 сентября 2019  | 5 лет 2019 — 2024                         | 1 177 777   | 36       | смешанная (12 проп. + 24 маж.) | Сергей Харитонов (ЕР): 26 сентября 2019 — 17 декабря 2020 Николай Воробьёв (ЕР): 17 декабря 2020 — н/в | Игорь Панченко (ЕР): 26 сентября 2019 — 26 июля 2023 †      |
| 08    | выборы 8 сентября 2024  | 5 лет 2024 — 2029                         | —           | 36       | смешанная (12 проп. + 24 маж.) | |                                                             |

Фракции Тульской областной Думы 2 созыва (1996—2000)
| Фракция                | Руководитель          | Кол-во депутатов |
| ---------------------- | --------------------- | ---------------- |
| Народовластие          | Сухорученко Владислав | 19               |
| Реформы и стабильность | Михеев Евгений        | ?                |
| Отечество              | ?                     | ?                |

Фракция «Народовластие» создана в октябре 1996 года, «Реформы и стабильность» в феврале 1997 года, «Отечество» в 1999 году.
В общем, с Тульскую областную Думу 2 созыва попали 10 членов КПРФ, 1 член РКРП, 1 член Тульской партии «Возрождение Отечества», 1 член Социал-патриотического движения «Держава», 1 член Конгресса русских общин, 1 член Российского общенародного союза, 1 член объединения ученых социалистической ориентации.
Фракции Тульской областной Думы 3 созыва (2000—2004)
| Фракция                                      | Руководитель | Кол-во депутатов |
| -------------------------------------------- | ------------ | ---------------- |
| Единство/Единая Россия                       | ?            | ?                |
| Коммунистическая партия Российской Федерации | ?            | ?                |
| ЛДПР                                         | ?            | ?                |

Партии и фракции Тульской областной Думы 4 созыва (2004—2009)
| Фракция                                        | Руководитель        | % на выборах | Округа |
| ---------------------------------------------- | ------------------- | ------------ | ------ |
| Единая Россия                                  | ?                   | 22,31 %      | 4      |
| Блок «Засечный рубеж — партия Родина»          | ?                   | 12,96 %      | 3      |
| Коммунистическая партия Российской Федерации   | Куприянов Станислав | 10,84 %      | 1      |
| Блок «За Тульский край»                        | ?                   | 10,26 %      | 0      |
| Союз правых сил                                | ?                   | 6,23 %       | 0      |
| Российская партия пенсионеров                  | ?                   | 6,15 %       | 0      |
| Блок «Глас народа — за Родину!»                | ?                   | 5,20 %       | 1      |
| Блок «За социальную справедливость и развитие» | ?                   | 3,65 %       | 1      |
| Либерально-демократическая партия России       | ?                   | 3,64 %       | 0      |
| Российская экологическая партия «Зелёные»      | ?                   | 1,49 %       | -      |
| Народная партия Российской Федерации           | ?                   | 1,40 %       | -      |
| Яблоко                                         | ?                   | -            | 0      |

В начале работы в Тульской областной Думе была образована межфракционная депутатская группа «Согласие» из 14 депутатов, в которую вошли представители блоков «Глас народа — за Родину», «За Тульский край», Союза правых сил и Партии пенсионеров, а также ряд независимых думцев, избранных в одномандатных округах. Блок противостоял фракции «Единая Россия», имевшей в начале созыва 11 депутатов, а к январю 2006 года 18 депутатов.
Позже в Думе начали действовать фракция «Глас народа» (руководитель Владислав Сухорученков), состоявшая из 3 депутатов, переименованная 20 ноября 2005 года в «Республиканец» (руководитель Александр Берестнев), состоявшая из 5 депутатов, «Справедливая Россия», а также депутатские группы «Тульский край», состоявшая из 4 депутатов (руководитель Геннадий Кочетков), преобразованная во фракцию из 7 депутатов 19 апреля 2007 года, и "Засечный рубеж — партия «Родина», состоявшую из 9 депутатов (по состоянию на январь 2006 года).
На 20 апреля 2007 года в региональном парламенте Тульской области действовали фракции «Единая Россия» — 21 депутат, «Справедливая Россия» — 10 депутатов, «Тульский край» — 7 депутатов, КПРФ — 5 депутатов, и депутатская группа «Республиканец» — 3 депутата. 2 депутата не входили в депутатские объединения.
06 июня 2008 года фракция «Справедливая Россия» была переименована в «Засечный рубеж», в которую вошли 9 депутатов .
16 января 2009 года в Облдуме восстановлена фракция «Справедливая Россия», в которую вошли 6 депутатов (руководитель Владислав Сухорученков).
На 01 августа 2009 года в региональном парламенте Тульской области действовали фракции «Единая Россия» — 29 депутатов, «Справедливая Россия» — 6 депутатов, КПРФ — 4 депутата, «Засечный рубеж» — 3 депутата. 6 депутатов не входили в депутатские объединения.
Партии и фракции Тульской областной Думы 5 созыва (2009—-2014)
| Партия                                       | Руководитель | % на выборах | Депутатов во фракции |
| -------------------------------------------- | ------------ | ------------ | -------------------- |
| Единая Россия                                | ?            | 55,40 %      | 31                   |
| Коммунистическая партия Российской Федерации | ?            | 18,33 %      | 10                   |
| Справедливая Россия                          | ?            | 13,99 %      | 7                    |
| Либерально-демократическая партия России     | ?            | 6,00 %       | 0                    |
| Правое дело                                  | ?            | 1,90 %       | 0                    |
| Яблоко                                       | ?            | 1,58 %       | 0                    |
| Патриоты России                              | ?            | 0,8 %        | 0                    |

Фракции Тульской областной Думы 6 созыва (2014—2019)
| Фракция                                      | Руководитель | % на выборах | Кол-во депутатов |
| -------------------------------------------- | ------------ | ------------ | ---------------- |
| Единая Россия                                | ?            | 65,98 %      | 33               |
| Коммунистическая партия Российской Федерации | ?            | 11,81 %      | 2                |
| Либерально-демократическая партия России     | ?            | 8,67,98 %    | 2                |
| Родина                                       | ?            | %            | 1                |

Фракции Тульской областной Думы 7 созыва (2019—2024)
| Фракция                                                    | Руководитель                      | Кол-во депутатов |
| ---------------------------------------------------------- | --------------------------------- | ---------------- |
| Единая Россия                                              | Воробьёв, Николай Юрьевич         | 27               |
| КПРФ                                                       | Лебедев, Алексей Александрович    | 2                |
| ЛДПР                                                       | Балберов, Александр Александрович | 2                |
| Справедливая Россия                                        | Гребенщиков Сергей Валерьевич     | 2                |
| Российская партия пенсионеров за социальную справедливость | Ермаков Виктория Александровна    | 1                |
| Коммунистическая партия Коммунисты России                  | Моисеев Юрий Фясыхович            | 1                |

В думе 7 созыва также работает один представитель «Партии Роста», не вошедший ни в одну фракцию.

## Список председателей
| Созыв | Председатель                | Период руководства                 |
| ----- | --------------------------- | ---------------------------------- |
| 1     | Виктор Васильевич Деревянко | 29 декабря 1993 — 15 октября 1996  |
| 2     | Игорь Викторович Иванов     | 17 октября 1996 — 1 октября 2000   |
| 3     | Олег Дмитриевич Лукичёв     | 16 октября 2000 — 3 октября 2004   |
| 4     | Олег Владимирович Татаринов | 5 ноября 2004 — 11 октября 2009    |
| 5     | Игорь Владимирович Панченко | 30 октября 2009 — 14 сентября 2014 |
| 6     | Сергей Алексеевич Харитонов | 30 сентября 2014 — 17 декабря 2020 |
| 7     | Николай Юрьевич Воробьёв    | 17 декабря 2020 — н/время          |

## Комитеты и комиссии
| Комитет                                                                   | Председатель                |
| ------------------------------------------------------------------------- | --------------------------- |
| по вопросам собственности и земельным отношениям                          | Выставкин Михаил Борисович  |
| по государственному строительству, безопасности и местному самоуправлению | Рем Александр Викторович    |
| по строительству, жилищно-коммунальному и дорожному хозяйству             | Слюсарева Ольга Анатольевна |
| по социальной политике                                                    | Зайцева Ольга Сергеевна     |
| по экономической политике и финансам                                      | Алёшина Галина Ивановна     |
| Комиссия                                                                  | Руководитель                |
| по регламенту и депутатской этике                                         | Москалец Александр Петрович |

## Депутаты
| Депутат                          | Фракция                                         | Комитет | Комиссия                                                         |
| -------------------------------- | ----------------------------------------------- | --- | ---------------------------------------------------------------- |
| Абакумов Владимир Евгеньевич     | Фракция «Единая Россия» Член фракции            | Комитет по строительству, жилищно-коммунальному и дорожному хозяйству Член комитета                                       |                                                                  |
| Алёшина Галина Ивановна          | Фракция «Единая Россия» Член фракции            | Комитет по экономической политике и финансам Председатель комитета                                                        | Комиссия по регламенту и депутатской этике Член комиссии         |
| Альховик Алексей Иванович        | Фракция «Единая Россия» Член фракции            | Комитет по социальной политике Член комитета                                                                              |                                                                  |
| Артемьев Сергей Александрович    | Фракция «Единая Россия» Член фракции            | Комитет по вопросам собственности и земельным отношениям Член комитета                                                    |                                                                  |
| Атанов Егор Васильевич           | Фракция «Единая Россия» Член фракции            | Комитет по государственному строительству, безопасности и местному самоуправлению Член комитета                           |                                                                  |
| Балберов Александр Александрович | Фракция «ЛДПР» Руководитель фракции             | |                                                                  |
| Белов Сергей Александрович       | Фракция «Единая Россия» Член фракции            | Комитет по государственному строительству, безопасности и местному самоуправлению Член комитета                           |                                                                  |
| Бычков Денис Владимирович        |                                                 | Комитет по вопросам собственности и земельным отношениям Член комитета                                                    |                                                                  |
| Воробьев Николай Юрьевич         | Фракция «Единая Россия» Руководитель фракции    | Комитет по экономической политике и финансам Член комитета                                                                |                                                                  |
| Выставкин Михаил Борисович       | Фракция «ЛДПР» Заместитель руководителя фракции | Комитет по вопросам собственности и земельным отношениям Председатель комитета                                            |                                                                  |
| Грязев Михаил Васильевич         | Фракция «Единая Россия» Член фракции            | Комитет по строительству, жилищно-коммунальному и дорожному хозяйству Член комитета                                       |                                                                  |
| Ермаков Александр Сергеевич      | Фракция «Единая Россия» Член фракции            | Комитет по экономической политике и финансам Член комитета                                                                |                                                                  |
| Зайцева Ольга Сергеевна          | Фракция «Единая Россия» Член фракции            | Комитет по социальной политике Председатель комитета                                                                      |                                                                  |
| Залетин Сергей Викторович        | Фракция «Единая Россия» Член фракции            | Комитет по государственному строительству, безопасности и местному самоуправлению Член комитета                           |                                                                  |
| Иванцов Михаил Евгеньевич        | Фракция «Единая Россия» Член фракции            | Комитет по вопросам собственности и земельным отношениям Член комитета                                                    |                                                                  |
| Кирьянова Елена Сергеевна        | Фракция «Единая Россия» Член фракции            | Комитет по строительству, жилищно-коммунальному и дорожному хозяйству Член комитета                                       | Комиссия по регламенту и депутатской этике Член комиссии         |
| Кондрашов Юрий Викторович        | Фракция «Единая Россия» Член фракции            | Комитет по вопросам собственности и земельным отношениям Член комитета                                                    |                                                                  |
| Котик Людмила Ивановна           | Фракция «Единая Россия» Член фракции            | Комитет по социальной политике Член комитета                                                                              |                                                                  |
| Лебедев Алексей Александрович    | Фракция «КПРФ» Руководитель фракции             | |                                                                  |
| Макаровец Николай Александрович  | Фракция «Единая Россия» Член фракции            | Комитет по вопросам собственности и земельным отношениям Член комитета                                                    |                                                                  |
| Малазония Надежда Николаевна     | Фракция «Единая Россия» Член фракции            | Комитет по социальной политике Член комитета                                                                              |                                                                  |
| Моисеев Юрий Фясыхович           | Фракция «КПРФ» Заместитель руководителя фракции | Комитет по экономической политике и финансам Член комитета                                                                | Комиссия по регламенту и депутатской этике Член комиссии         |
| Москалец Александр Петрович      | Фракция «Единая Россия» Член фракции            | | Комиссия по регламенту и депутатской этике Руководитель комиссии |
| Николаева Наталия Вячеславовна   | Фракция «Единая Россия» Член фракции            | Комитет по экономической политике и финансам Член комитета                                                                |                                                                  |
| Нуждихин Григорий Вячеславович   | Фракция «Единая Россия» Член фракции            | Комитет по государственному строительству, безопасности и местному самоуправлению Член комитета                           |                                                                  |
| Панин Владимир Алексеевич        | Фракция «Единая Россия» Член фракции            | Комитет по экономической политике и финансам Член комитета                                                                |                                                                  |
| Парамонова Ольга Владимировна    | Фракция «Единая Россия» Член фракции            | Комитет по государственному строительству, безопасности и местному самоуправлению Член комитета                           |                                                                  |
| Попов Николай Кузьмич            | Фракция «Единая Россия» Член фракции            | Комитет по экономической политике и финансам Член комитета                                                                |                                                                  |
| Рем Александр Викторович         | Фракция «Единая Россия» Член фракции            | Комитет по государственному строительству, безопасности и местному самоуправлению Заместитель председателя областной Думы |                                                                  |
| Симонов Александр Федорович      | Фракция «Единая Россия» Член фракции            | Комитет по социальной политике Член комитета                                                                              |                                                                  |
| Слюсарева Ольга Анатольевна      | Фракция «Единая Россия» Член фракции            | Комитет по строительству, жилищно-коммунальному и дорожному хозяйству Председатель комитета                               |                                                                  |
| Судариков Анатолий Павлович      | Фракция «Единая Россия» Член фракции            | Комитет по строительству, жилищно-коммунальному и дорожному хозяйству Член комитета                                       |                                                                  |
| Тесов Михаил Николаевич          | Фракция «Единая Россия» Член фракции            | Комитет по государственному строительству, безопасности и местному самоуправлению Член комитета                           |                                                                  |
| Толстая Екатерина Александровна  | Фракция «Единая Россия» Член фракции            | Комитет по социальной политике Член комитета                                                                              | Комиссия по регламенту и депутатской этике Член комиссии         |
| Трифонов Виктор Александрович    |                                                 | Комитет по государственному строительству, безопасности и местному самоуправлению Член комитета                           |                                                                  |
| Харитонов Сергей Алексеевич      | Фракция «Единая Россия» Член фракции            | |                                                                  |
| Шепелев Михаил Александрович     | Фракция «Единая Россия» Член фракции            | Комитет по строительству, жилищно-коммунальному и дорожному хозяйству Член комитета                                       |                                                                  |

## Сенатор Российской Федерацииот Тульской областной думы
- Левина Марина Викторовна — с 30 сентября 2023 года